# Таратор
Таратор или таратур је салата или хладна супа која се често сервира у македонској и бугарској кухињи.

## Састојци
- бели лук
- пола килограма киселог млека (јогурта)
- два свежа краставца
- со

## Припрема
Краставци се насеку дода се јогурт, исецка се бели лук и све се то помеша. Посоли се по укусу и остави у фрижидеру да се добро охлади. На крају се може зачинити мирођијом.

## Сервирање
Таратор се служи хладан из фрижидера.